# Andrew Hughes
Andrew John Hughes (Stockport, 2 gennaio 1978) è un allenatore di calcio, dirigente sportivo ed ex calciatore inglese, di ruolo centrocampista, vice allenatore del Leicester City.

## Carriera
Il 29 novembre 2024, dopo la nomina di Ruud van Nistelrooy come nuovo tecnico del Leicester City, viene inserito confermato nello staff con il ruolo di vice allenatore. 